# Azaghal (band)
Azaghal is een Finse anti-christelijke blackmetalband uit Hyvinkää, Finland.

## Biografie

### 1995-1999
De band werd in 1995 opgericht door "Narqath" (gitaren) en "Kalma" (drums) onder de naam Belfegor, ze namen een demo "The Ancient Gods of Evil" op voordat de band uit elkaar viel. In 1997 formeerde de band zich weer onder de naam Nargoventor en namen ze vocalist "Varjoherra" aan. Geen demo's werden onder deze naam opgenomen en eind 1997, begin 1998 veranderde de band haar naam in Azaghal, de naam van een dwergenkoning in de boeken van Tolkien. Omstreeks diezelfde tijd namen ze hun eerste demo op (zonder titel). Maart 1998 werd de tweede demo "Noituuden Torni" opgenomen in de "Cursed Studio". Eigenlijk precies hetzelfde als hun eerste demo, alleen dit keer opgenomen in een professionele studio. Op "Noituuden Torni" werd ook als enige Azaghal album keyboards gebruikt, een idee dat gelijk na deze demo in de prullenbak werd gegooid. De band ging een tweede keer de studio in, dit keer om hun derde demo "Kristinusko Liekeiss" op te nemen, in dezelfde sessie werd ook hun eerste ep "Harmagedon" opgenomen, die later in 1999 door Aftermath Records uitgegeven zou worden.

### Eerste albums
Zowel de derde demo als hun eerste ep werd goed door de undergroundscene ontvangen en Azaghal sleepte een platencontract binnen bij "Melancholy Records" voor hun eerste album, dat in 1999 uit kwam. "Mustamaa" werd in twee sessies opgenomen, eentje in de "Cursed Studio" en het tweede deel in de bekende "Hellkult Studio". De muziek was vrij primitief maar kreeg desalniettemin goede recensies en de band kreeg een aanbod van "Evil Horde Records" om twee albums uit te brengen. De band had nog tal van ideeën uit hun laatste sessie en dook gelijk weer de "Cursed Studio" in om nog voor het einde 1999 hun tweede album "Helvetin Yhdeksän Piiriä" uit te brengen. "Helvetin Yhdeksän Piiriä" kwam in december uit en was een stuk sneller en agressiever dan hun voorafgaande werk. In 2000 brachten ze een split met de Finse blackmetal- folkband Mustan Kuun Lapset uit op het label "Nocturnal Music". Voor de split nam Azaghal vijf nieuwe nummers op die de band en fans nog steeds als één van hun beste werken zien, echter door problemen met het label is de cd nauwelijks te verkrijgen. In datzelfde jaar kreeg de band een aanbod van het Duitse label "Millennium Music" om hun oude demo's opnieuw uit te brengen op cd. Herfst 2000 kwam de tot 900 stuks gelimiteerde compilatie "Deathkult MMDCLXVI" uit met alle nummers van hun oude demo's. Aangezien de samenwerking zo goed verliep, en de band een overvloed aan nieuwe nummers had, besloten ze om nog een split met de Spaanse blackmetalband Beheaded Lambs op "Millennium Music" uit te brengen. De split met Beheaded Lambs genaamd "Suicide Anthems" kwam in 2001 uit, de muziek was een stuk rustiger en melodischer dan wat Azaghal tot nu toe had gemaakt en grensde soms zelf aan rock en blues. Desalniettemin waren de 900 de cd's snel uitverkocht. Het materiaal van de twee split cd's werd ook nog een keer exclusief (zonder het deel van de andere bands) uitgebracht op vinyl op het Duitse label "Blut & Eisen". De compilatie "Ihmisviha" kwam ook in 2001 uit en was gelimiteerd tot 300 stuks.

### 2001-heden
In 2001 kwam "JL Nokturnal" (voorheen sessie-gitarist) als extra gitarist bij de band, het kwartet dook gelijk de studio's in en nam hun derde studioalbum "Of Beasts and Vultures" op. Door interne problemen, en problemen met hun label "Evil Hordes" werd het album echter pas in 2002 uitgebracht. Nadat de studiosessie van "Of Beasts and Vultures" besloten Varjoherra en Narqath om hun drummer, Kalma, uit de band te verwijderen omdat hij niet dezelfde passie en inzet toonde voor Azaghal en black metal in het algemeen. (Kalma was rond 2001 tevens druk bezig met zijn ambient-nevenproject "Druadan's Forest"). Als vervanging rekruteerden ze een oude bekende van JL Nokturnal, de drummer "T.M. Blastbeast", een bijnaam die niet uit de lucht kwam vallen aangezien hij een razendsnelle en agressieve vorm van drummen had. Vooral zijn blastbeats kenden een ongehoorde snelheid die goed aansloot bij de snelle agressieve stijl van Azaghal. De band die wederom een contract met "Aftermath Music" had, nam zich de tijd om het vierde album op te nemen. In de tussentijd verschenen echter tal van ep's en splits op andere labels. Nog in 2002 kwam een ep met oude materiaal uit op Aftermath Music. Waarna nog in totaal één demo en vijf splits uitkwamen. In 2003 kwam een tweede ep op Aftermath Music uit, dit keer als voorproefje op het aankomende album. In 2004 gooide de band hoge ogen met hun 10 inchsplit met de Amerikaanse cult-blackmetalband Krieg. Niet veel later kwam hun vierde album "Perkeleen Luoma" uit op Aftermath, één van hun agressiefste en nihilistische albums tot nu toe. Inmiddels had Azaghal de aandacht van het grote label "Avantgarde Music" gewekt, en kregen ze een platencontract aangeboden en in 2005 en 2006 kwamen respectievelijk twee nieuwe albums "Codex Antitheus" en "Luciferin Valo" op dit label uit. "Codex Antitheus" was experimenteel van aard, met ingewikkelde, progressieve songstructuren, terwijl hun laatste album "Luciferin Valo" weer terug naar hun oorsprong keerde met rauwe, ondermaats geproduceerde, black metal. Na het opnemen van Luciferin Valo verliet TM Blastbeats de band en werd hij vervangen door "Chernobog" (uit onder andere "Kingdom of Agony").

## Bezetting

### Huidige bezetting
- Chernobog (drummer)
- JL Nokturnal (gitarist, bassist)
- Narqath (gitarist)
- Varjoherra (vocalist)

### Voormalige leden
- Kalma (drummer)
- TM Blastbeats (drummer)

## Discografie

### Studio-, live- en compilatiealbums
- 1999 Mustamaa (album)
- 1999 Helvetin Yhdeksän Piiriä (album)
- 2000 DeathKult MMDCLXVI (compilatie)
- 2001 Ihmisviha (compilatie)
- 2002 Of Beasts And Vultures (lbum)
- 2004 Perkeleen Luoma (album)
- 2005 Codex Antitheus (album)
- 2006 Luciferin Valo (album)

### Ep's, splits en cd's
- 1999 Harmagedon (ep)
- 2000 Uusi Suomalainen Black Metal Tulokas (split)
- 2001 Suicide Anthems / Dark Blasphemous Moon (split)
- 2002 Helwettiläinen (ep)
- 2002 Black Metal War (split)
- 2003 Omenne (split)
- 2003 Unholy Terror Union (split)
- 2003 Kyy (ep)
- 2004 Krieg / Azaghal (split)
- 2004 None Shall Escape... (split)
- 2004 Neljä Vihan Vasaraa/Four Hammers of Hate (split)
- 2006 Azaghal Terror Cult / Wrath (split)

### Demo's
- 1998 Azaghal
- 1998 Noituuden Torni
- 1998 Kristinusko Liekeissä
- 2001 Black Terror Metal